# Пеј Адваит
Пеј Адваит (енгл. Page Advait, хинд. पेज अद्वैत; Индор, 16. новембар 2001) индијски је пливач чија специјалност су трке слободним стилом. 

## Спортска каријера
Прво велико међународно такмичење где је Адваит учествовао, биле су Олимпијске игре младих 2018. у Буенос Ајресу, где је заузео 17. место у квалификацијама трке на 800 метара слободним стилом,једине дисциплине у којој се такмичио. 
Дебитантски наступ на сениорским такмичењима је имао на светском првенству у великим базенима у корејском Квангџуу 2019, где је заузео 29. место у квалификацијама трке на 800 слободно. Месец дана касније по први пут је наступио на јуниорском првенству света, које је те године одржано у Будимпешти, где је остварио солидне резултате у тркама на 800 и 1.500 метара слободним стилом (12. и 17. место). 